# المجلس الدستوري (المغرب)
يتألف المجلس الدستوري المغربي حسب الفصل 79 من دستور 1996 من ستة أعضاء يعينهم الملك لمدة تسع سنوات، وستة أعضاء يعين ثلاثة منهم رئيس مجلس النواب وثلاثة رئيس مجلس المستشارين لنفس المدة بعد استشارة الفرق البرلمانية، ويتم كل ثلاث سنوات تجديد ثلث كل فئة من أعضاء المجلس الدستوري.
يختار الملك رئيس المجلس الدستوري من بين الأعضاء الذين يُعينهم.
مهمة رئيس وأعضاء المجلس الدستوري غير قابلة للتجديد.
يحدد قانون تنظيمي قواعد تنظيم وسير المجلس الدستوري والإجراءات المتبعة أمامه خصوصا ما يتعلق بالآجال المقررة لعرض مختلف النزاعات عليه.
ويحدد أيضا الوظائف التي لا يجوز الجمع بينها وبين عضوية المجلس الدستوري، وطريقة إجراء التجديدين الأولين لثلث أعضائه، وإجراءات تعيين من يحل محل أعضائه الذين استحال عليهم القيام بمهامهم أو استقالوا أو توفوا أثناء مدة عضويتهم.
يمارس المجلس الدستوري الاختصاصات المسندة إليه بفصول الدستور أو بأحكام القوانين التنظيمية؛ ويفصل -بالإضافة إلى ذلك- في صحة انتخاب أعضاء البرلمان وعمليات الاستفتاء.
تحال القوانين التنظيمية قبل إصدار الأمر بتنفيذها، والنظام الداخلي لكل من مجلسي البرلمان قبل الشروع في تطبيقه إلى المجلس الدستوري ليبت في مطابقتها للدستور
وللملك أو الوزير الأول أو رئيس مجلس النواب أو رئيس مجلس المستشارين أو ربع أعضاء مجلس النواب أو أعضاء مجلس المستشارين أن يحيلوا القوانين قبل إصدار الأمر بتنفيذها إلى المجلس الدستوري ليبت في مطابقتها للدستور.
يبت المجلس الدستوري في الحالات المنصوص عليها في الفقرتين السابقتين خلال شهر، وتخفض هذه المدة إلى ثمانية أيام بطلب من الحكومة إذا كان الأمر يدعو إلى التعجيل.
يترتب على إحالة القوانين إلى المجلس الدستوري في الحالات المشار إليها أعلاه وقف سريان الأجل المحدد لإصدار الأمر بتنفيذها، لا يجوز إصدار أو تطبيق أي نص يخالف الدستور.
لا تقبل قرارات المجلس الدستوري أي طريق من طرق الطعن؛ وتلزم كل السلطات العامة وجميع الجهات الإدارية والقضائية.